# Errina macrogastra
Errina macrogastra is een hydroïdpoliep uit de familie Stylasteridae. De poliep komt uit het geslacht Errina. Errina macrogastra werd in 1904 voor het eerst wetenschappelijk beschreven door Marenzeller. 